# Kabeltram van San Francisco

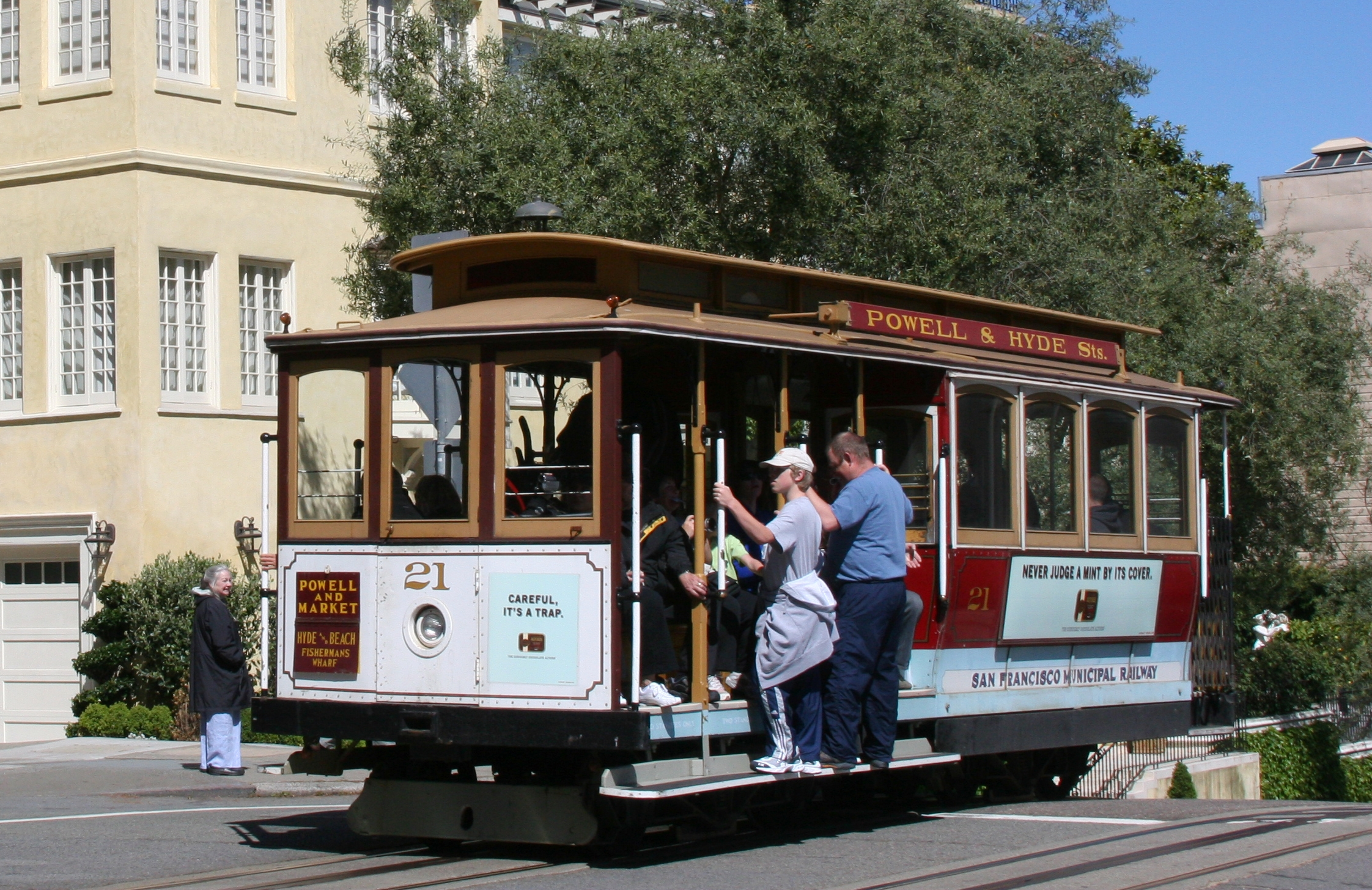
Kabeltram

De kabeltram van San Francisco (Engels: cable car) is de laatste handbediende kabeltram die nog in gebruik is en staat symbool voor de Californische stad San Francisco. De kabeltrams van San Francisco zijn samen met de klassieke trams van New Orleans de enige bewegende National Historic Landmarks.

## Geschiedenis
Het transport van mensen en goederen over de steile heuvels van San Francisco gebeurde in een groot deel van de 19e eeuw nog via paardentrams. Zeker bij slecht weer, met nat wegdek, gebeurden er ernstige ongevallen. Toen Andrew Smith Hallidie bij een ervan getuige was, begon hij na te denken over een beter vervoersysteem. Hij maakte daarbij gebruik van een uitvinding waarbij zijn vader betrokken was: de staalkabel. Op 2 augustus 1873 reed de eerste kabeltram over Nob Hill. Een maand later startte de eerste reguliere dienst, de Clay Street Line, die de aanleiding was voor de hype die in San Francisco rond kabeltrams ontstond.

## De kabeltram in de 21e eeuw
Het kabeltramsysteem maakt deel uit van de San Francisco Municipal Railway, of Muni waaronder het beter bekendstaat. De tram berijdt twee routes van het stadscentrum, van Market Street (in de buurt van Union Square), naar Fisherman's Wharf en een derde route langs California Street. De tram wordt slechts gedeeltelijk door forenzen gebruikt en is vanwege de lage snelheid, het kleine verzorgingsgebied en de ritprijzen vooral een attractie voor toeristen.

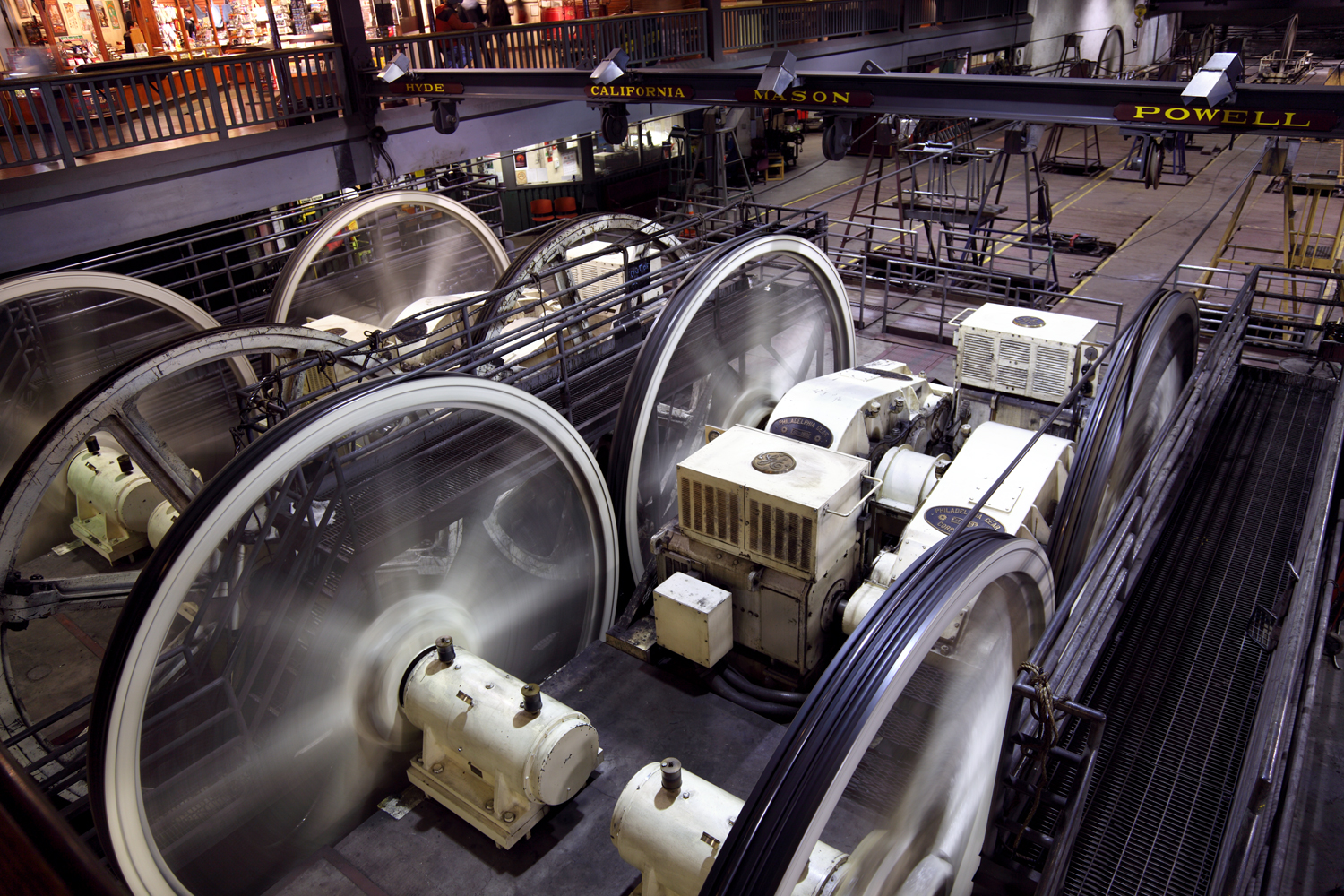
Machinekamer

Op de hoek van Washington Street en Mason Street bevindt zich het 'Cable Car Museum', waar in het machinegebouw de grote wielen te zien zijn die voor de aandrijving van de kabeltram zorgen. Ook is hier veel te zien over de ontwikkeling en geschiedenis van de kabeltram.
De bestuurder van een kabeltram heet een gripman. Jaarlijks op de tweede en derde donderdag van juli wordt er een belwedstrijd gehouden op Union Square tussen de bemanningen van de kabeltrams. Men begon met dit spektakel in 1962.

## Routes

De huidige routes

### Powell-Hyde
De route Powell-Hyde van de kabeltram van San Francisco begint op een draaischijf nabij de kruising van Powell en Market Street. Van daar loopt de route langs Union Square verder over Powell Street en gaat vervolgens via Jackson Street (heenweg) of Washington Street (terugweg) naar Hyde Street. Via Hyde Street rijdt de kabeltram langs het hoogste punt van Lombard Street, om daarna uit te komen op een draaischijf nabij de kruising van Hyde en Beach Street in Fisherman's Wharf.

### Powell-Mason
Ook de route Powell-Mason begint op de draaischijf nabij de kruising van Powell en Market Street, deze route leidt via Powell Street langs Union Square. Daarna gaat de route via Jackson Street (heenweg) of Washington Street (terugweg) naar Mason Street. Vervolgens rijdt de tram door de wijk North Beach, waar via de diagonale Columbus Avenue een blok naar het westen wordt opgeschoven, om uit te komen in Taylor Street. Daar bevindt zich het eindpunt van deze lijn op een draaischijf bij de kruising van Taylor en Bay Street.

### California Street
De route door California Street kent geen bochten en is de enige van de drie routes die gereden wordt met kabeltrams die geschikt zijn om in twee richtingen bediend te worden. Om deze reden wordt er voor de route door California Street geen gebruik gemaakt van draaischijven. Het oostelijke eindpunt bevindt zich nabij de kruising van California en Drumm Streets, dicht bij Market Street. Via onder andere de poorten van Chinatown en de Grace Cathedral leidt de route naar het westelijke eindpunt bij de kruising van California Street en Van Ness Avenue. 

## Video
- De kabeltram van San Francisco op de draaischijf bij Powell & Market

## Europa
In Wales is er een actieve kabeltram, The Great Orme Tramway, die lijkt op die van San Francisco. Deze rijdt namelijk deels ook op straat, maar het is geen handbediende lijn. De lijn werd geopend in 1902 en bestaat uit twee delen.